# John William Polidori
John William Polidori (Londres, 7 de setembro de 1795 – 24 de agosto de 1821) foi um médico e escritor inglês. 
É conhecido por suas associações com o movimento romântico e creditado por alguns como o criador do gênero vampiro de fantasia e ficção. Sua obra mais bem sucedida foi o conto, O Vampiro (1819), uma das primeiras histórias de vampiros publicadas em inglês. Embora original e erroneamente creditado à Lord Byron, a história é de Polidori. 

## Biografia
Polidori nasceu em 1795 em Londres, filho mais velho de Gaetano Polidori, político e acadêmico italiano emigrado em Inglaterra, e Anna Maria Pierce, governanta inglesa. John Polidori teve três irmãos e quatro irmãs. Sua irmã Frances Polidori casou com Gabriele Rossetti, outro intelectual italiano exilado em Inglaterra, pelo que John Polidori era tio de Maria Francesca Rossetti, Gabriel Dante Rossetti, William Michael Rossetti e Christina Rossetti, apesar de terem nascido após a sua morte. 
Polidori foi um dos primeiros alunos da recém-criada Faculdade de Ampleforth, em 1804, e em 1810 entrou para a Universidade de Edimburgo, onde escreveu uma tese sobre sonambulismo e recebeu o diploma de médico em 01 de agosto de 1815, com a idade de 19 anos. 
Em 1816, o Dr. Polidori tornou-se médico pessoal de Lord Byron, que acompanhou numa viagem pela Europa. O editor John Murray ofereceu a Polidori 500 libras inglesas para escrever um diário das suas viagens, que o sobrinho de Polidori, William Michael Rossetti, depois publicou. Na Villa Diodati, casa alugada por Byron junto ao Lago de Genebra, na Suíça, o par encontrou-se com Mary Wollstonecraft Godwin, seu futuro marido, Percy Bysshe Shelley, e Claire Clairmont, meia-irmã de Mary. Uma noite, em junho, depois de lerem em voz alta os 'Tales of the Dead', uma coleção de contos de horror, Byron sugeriu que cada um escrevesse uma história de fantasmas. Percy Bysshe Shelley escreveu "A Fragment of a  Ghost Story" e escreveu cinco histórias de fantasmas contadas por Matthew Gregory ("Monk") Lewis, publicado postumamente no  Jornal em Genebra. Mary Shelley trabalhava em um conto que mais tarde iria evoluir para Frankenstein. Byron escreveu (e rapidamente abandonou) um fragmento de uma história, “Fragmento de um Romance”, sobre o personagem principal, Augusto Darvell, que Polidori mais tarde utilizou como base para o seu próprio conto, "O Vampiro", a primeira história de vampiro publicada em inglês. 
Demitido por Byron, Polidori viajou pela Itália e depois voltou para a Inglaterra. Sua história, "O Vampiro", que conta com o personagem principal Lord Ruthven, foi publicado na edição de abril de 1819 da New Monthly Magazine sem sua permissão, lançado como um novo trabalho de Byron. Byron ainda lançou sua própria história de vampiro, "Fragmento de uma novela", em uma tentativa de desfazer o equívoco, mas "O Vampiro" continuou a ser atribuído a ele.

## Morte
John Polidori morreu em Londres em 24 de agosto de 1821, sob o peso de depressão e dívidas de jogo. Apesar de fortes indícios de que ele cometeu suicídio por meio de ácido cianídrico (cianeto), o juiz deu uma sentença de morte por causas naturais. 